# Вељко Стојнић
Вељко Стојнић (Сомбор, 4. фебруар 1999) српски је бициклиста који тренутно вози за тим Јунајтед шипинг, након што је двије сезоне возио за UCI про тур тим — Коратек.
Тренирао је кошарку до 2012. године када је почео да се бави бициклизмом, а 2018. је почео професионалну каријеру. Године 2023. по први пут у каријери је возио неку гранд тур трку — Ђиро д’Италију, гдје је на трећој етапи био у бијегу током 177 километара, након чега је био у бијегу на још три етапе, а најбољи резултат му је било 22 мјесто на етапи 12. Класификацију за бијег завршио је на трећем, а спринт класификацију на четвртом мјесту.
Постао је први Србин који је одвозио све етапе једног гранд тура.